# Tiger Army (musikalbum)
Tiger Army är psychobillybandet Tiger Armys debutalbum, utgivet 1999 på Hellcat Records.

## Låtlista
| Nr  | Titel              | Längd |
| --- | ------------------ | ----- |
| 1.  | Prelude: Nightfall | 1:52  |
| 2.  | Nocturnal          | 2:34  |
| 3.  | Fog Surrounds      | 2:38  |
| 4.  | True Romance       | 2:17  |
| 5.  | Devil Girl         | 1:51  |
| 6.  | Never Die          | 3:00  |
| 7.  | Moonlite Dreams    | 2:46  |
| 8.  | Trance             | 2:42  |
| 9.  | Twenty Flight Rock | 1:33  |
| 10. | Werecat            | 2:05  |
| 11. | Outlaw Heart       | 3:58  |
| 12. | Neobamboom         | 1:55  |
| 13. | Last Night         | 3:22  |